# Werther (película)
Werther es una película española dramática de 1986 dirigida por Pilar Miró. Coescrita por Miró y Mario Camus está protagonizada por Eusebio Poncela y Mercedes Sampietro. Es una adaptación libre, adaptada al tiempo actual, de la novela clásica Las penas del joven Werther de Johann Wolfgang von Goethe. La película se rodó en Santander y obtuvo cuatro nominaciones y cuatro galardones incluyendo un premio Goya al sonido.

## Sinopsis
En una ciudad costera del norte de España, un joven profesor de griego, Werther, vive solo en la vieja casa de sus antepasados al otro lado de la bahía. Es un hombre romántico y melancólico que acepta dar clases particulares al hijo de un rico armador, un niño introvertido y difícil. Werther se sentirá atraído por la madre del chico, una mujer fuerte e independiente, y ya no podrá vivir sin ella.

## Reparto
| Actor                 | Personaje                  |
| --------------------- | -------------------------- |
| Eusebio Poncela       | Werther                    |
| Mercedes Sampietro    | Carlota                    |
| Féodor Atkine         | Alberto                    |
| Emilio Gutiérrez Caba | Federico                   |
| Vicky Peña            | Beatriz                    |
| Reinhard Kolldehoff   | Abuelo cazador             |
| Mayrata O'Wisiedo     |                            |
| Luis Hostalot         | Jerusalén                  |
| Ignacio del Amo       |                            |
| Juan Jesús Valverde   |                            |
| Eduardo MacGregor     |                            |
| Miguel Arribas        |                            |
| Pedro Nieva Parola    |                            |
| Daniel Lence          |                            |
| Marcelo García Flores |                            |
| Lola Cordón           |                            |
| Antonio Canal         | Conserje Escuela de Ballet |
| Juana Ginzo           |                            |
| Fernando Colomo       |                            |
| Luis Araujo           |                            |
| Javier Castillo       |                            |